# Groruddalen

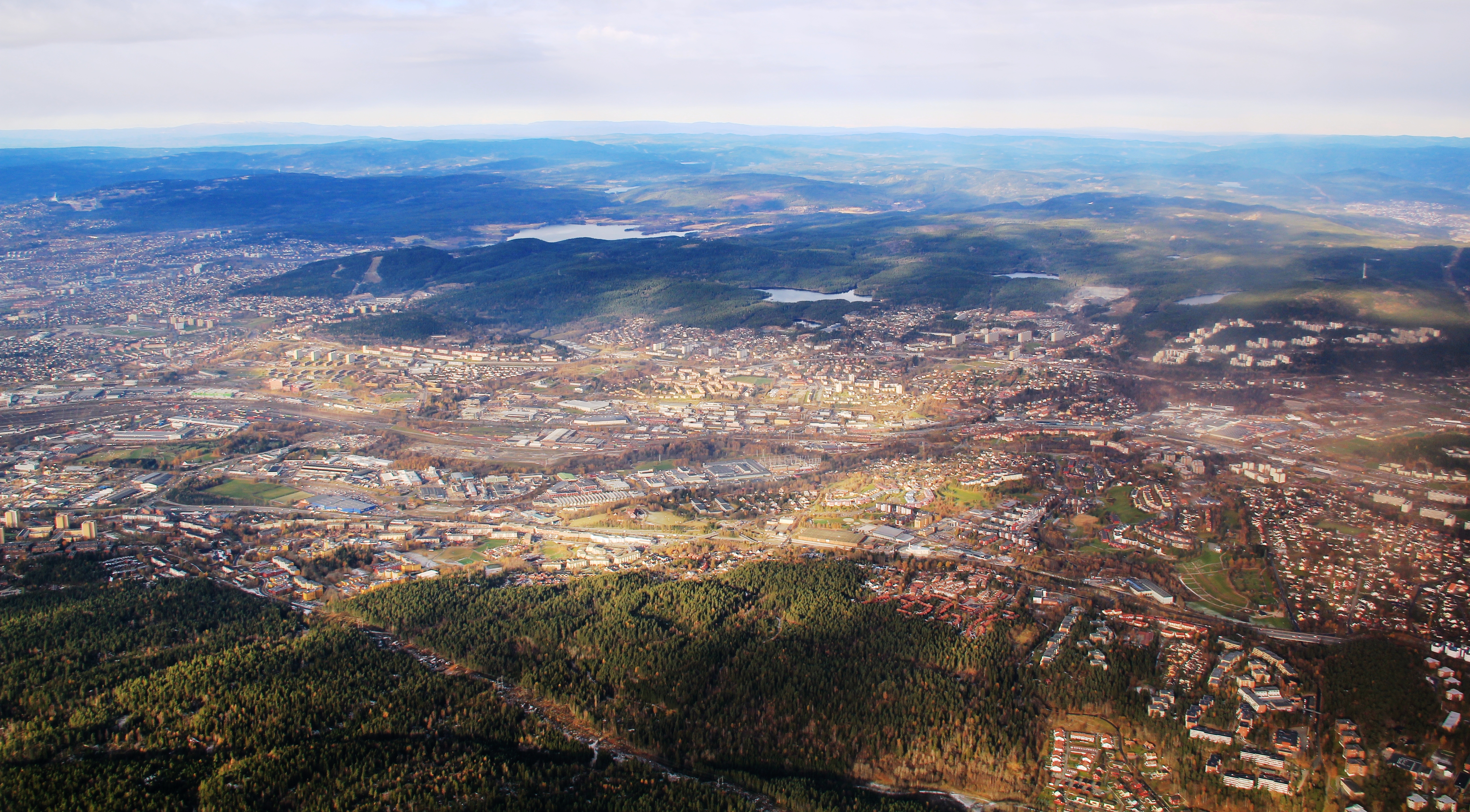
Flygfoto av Groruddalen

Groruddalen är en dal i den nordöstra delen av Oslo. Dalen ligger i den tidigare Østre Akers socken i Akers kommun och hette tidigare Akersdalen, fram till 1960 då dåvarande redaktör för Akers Avis Groruddalen lade fram förslaget att använda namnet på dalen för området från ringvägen till stadsgränsen.
Innan förslaget lades fram användes Groruddalen som namn på dalen från Alnsjön längs Alnaelva fram till Bryn.

## Stadsdelar
Fyra av Oslos stadsdelar ligger i Groruddalen: Bjerke i väst, Alna i söder, Grorud i norr och Stovner i öst. I mitten av dalen, och speciellt området kring Alnabru är präglad av industri och lagerområde för järnvägen.

## Befolkning och bebyggelse
Området har en befolkning på omkring 170 000 invånare (mer än var femte invånare i Oslo), och här finns mer än 60 000 arbetsplatser. Huvuddelen av invånarna bor på dalens sidor mot norr och söder, medan befolkningstätheten i mitten är något lägre. En byggnadsexpansion under 1960- och 1970-talen gjorde att befolkningen ökade med nästan 70% mellan 1960 och 1990.
Tillsammans med Søndre Nordstrand har Groruddalen (speciellt i Stovner och Alna) den högsta andelen icke-västliga invandrare i Oslo och Norge (35,8%). Tillsammans kommer invandrarna från 170 olika länder. I enskilda kvarter utgör invandrarna mer än 90% av invånarna.
2007 inledde den norska staten och Oslo kommun en satsning för att förbättra miljöförhållandena och levnadsvillkoren i Groruddalen. Projektet, som fortfarande pågår, har resulterat i bland annat Stovnertårnet och fyra nya parker. Framöver skall nya gröna bostadsområden med omkring 2 000 lägenheter och upp till 3 400 arbetsplatser byggas i området.
År 1999-2010 flyttade varje år 1000-2000 norrmän ifrån området och ersattes av invandrare med icke-västlig bakgrund.

## Kommunikationer
Bil- och järnvägsförbindelser går huvudsakligen längs med dalen. Oslos tunnelbana linje 2 (Furusetbanen) samt Europaväg 6 går längs dalen i söder. I mitten av dalen går järnvägen Hovedbanen och Riksvei 163 (Østre Aker vei). Den norra sidan av dalen trafikeras av tunnelbanelinje 5 (Grorudbanen) och Riksvei 4 (Trondheimsveien). Det finns också vägförbindelse och bussar som går tvärs över Groruddalen, men dessa kommunikationer räknas ofta som bristfälliga. Det finns planer om en tunnelbanelinje tvärs över dalen mellan Furuset och Grorud, men projektet är fortfarande under planering.